# Nakkholmen
59°53′24.590″N 10°41′39.440″Ø / 59.89016389°N 10.69428889°Ø
Nakholmen eller Nakkholmen (officiel skrivemåde) er en ø i havnebassinet i Oslo. På øen er der tæt hyttebebyggelse fra 1920'erne, ligesom på  Lindøya og Bleikøya. Der går båd hele året til øen fra Rådhusbrygge 4 (før 21. marts 2015 gik bådene fra Vippetangen). 

## Beliggenhed, Nakholmen i dag
Nakholmen er 13,7 hektarstor og ganske flad. Nordvest for Nakholmen ligger skipsleia, Dyna fyr og Bygdøy. Mod øst er Lindøya nærmeste nabo. Øen ligger cirka 600 meter fra Bygdøy og cirka 3 kilometer fra Rådhuspladsen i Oslo. 
Nakholmen er bebygget med 182 små hytter. Størrelse, farve og udseende på hytterne er strengt reguleret. Adgang  sker med færge fra Rådhusbrygge 4 som lægger til på nordspidsen. Øen ejes af staten og forvaltes af Statsbygg. Den har ingen fastboende. 
Der er forskellige forklaringer på navnet. Leif Gjerland mener navnet mest sandsynligt henviser det til den nøgne holm, da man fra havet mest så klippe og sten indtil hytteboerne plantede den  til fra 1920'erne. Oslo Byleksikon og stednavneværket Norske Gaardnavne opgiver begge at navnet antagelig kommer af nakki, norrønt for højde. Udtalen er nakkhålmen.
Plan- og bygningsetaten foreslog i 2008 at omregulere Nakholmen for at varetage holmens grønne præg og tilgængelige arealer for almenheden, kulturminder, hyttebebyggelse, biologisk mangfoldighed og strandzonen.

## Historie
Nakholmen var klostergods indtil kongen overtog kirkens og klostrenes ejendomme efter reformationen. I 1716 brugte kong Karl 12. Nakholmen som skjul under sit angreb på Akershus Slot. Svenske soldater som faldt i angrebet skal være begravet på øen. I 1809 blev der bygget en konstruktion med mast på højden på den sydvestlige del af øen, som en del af en  optisk telegraf-kæde som skulle varsle om fremmede skibe under Napoleonskrigene. 
Fra 1823 bortfæstede staten Nakholmen for ti år af gangen. Fra 1843 anlagde bagermester Hans Fridtz en gård hvor forsamlingshuset (velhuset) ligger i dag, og brugte den gode jord hvor fodboldbanen i dag ligger. Fra 1850'erne kom et gartneri i drift. I 1865 blev der bygget et toetagers tømmerhus mod syd  på øen, og dette er fortsat det eneste hus som har ret til at have hegn. Fra svabergene på vestsiden af øen blev der i 1874 hugget sten til bygningen af Dyna fyr. Fyrlygten ud mod sejlrenden blev sat op i 1898.
Aarseths Skibsbyggeri holdt til på den nordlige pynt fra 1918 til 1952. I dag er der få spor efter bådbyggeriet. Der gik en 18 fods snekke i færgetrafik fra 1918. Fra 1923 tillod Landbruksdepartementet på vegne af staten som ejer af holmen at der blev bygget små hytter på Nakholmen. Fra 1912 til 1980'erne disponerede Christiania Roklubb over  odden mod sydvest. Først i 1950'erne kom der strøm og tilknytning til det kommunale vandnet.
I 2000-tallet melder aviserne jævnligt om hytteejere som får på bud om at nedrive tilbygninger. I 2006 meldte Aftenposten (17. november) at en hytte på 27 kvadratmeter på Nakholmen var solgt for 2,8 millioner kroner, og at dette  var rekord for de tre hytteøer i havnebassinet
I 2007 var der en fejde mellem Oslo kommune og staten som ejer, om hvem som skal betale for driften af toiletter for publikum, som staten satte op det år.

## Nakholmen naturreservat
Et 25 dekar stort område langs strandkanten med fossile bjergarter blev fredet 15. januar 1988 som Nakholmen naturminne. Den 27.6.2008 blev beskyttelsen ændret til et naturreservat.